# エンドウ豆の上に寝たお姫さま

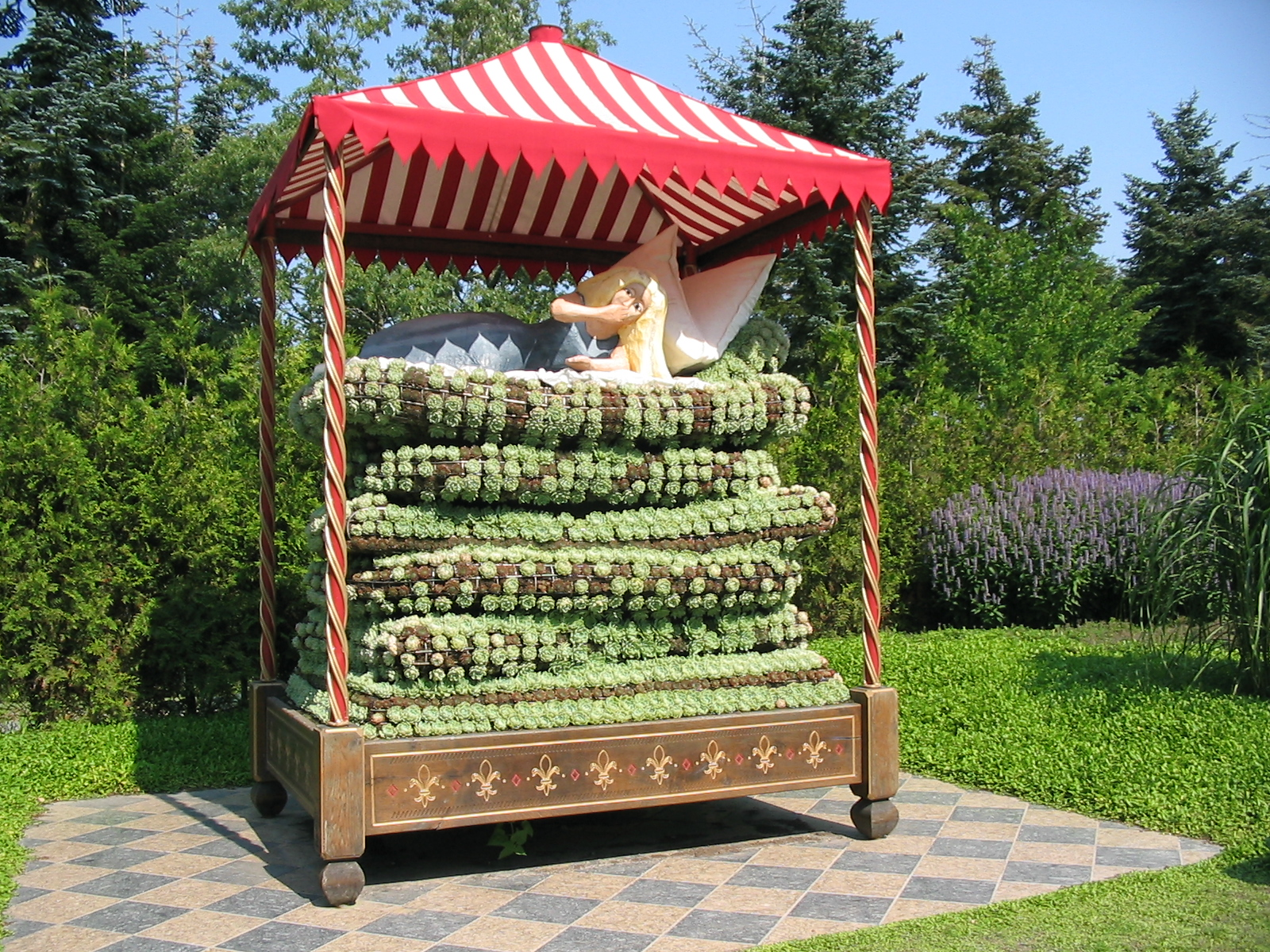
エンドウ豆の上に寝たお姫さま（デンマーク・イェスパーフス遊園地）

エンドウ豆の上に寝たお姫さま（エンドウまめのうえにねたおひめさま、丁: Prindsessen på Ærten、豌豆豆の上に寝た御姫様）は、ハンス・クリスチャン・アンデルセンの童話の一つ。アンデルセンの童話としてはごく短い作品である。

## 出版
本作品は、アンデルセンの初めての童話集である『子どものための童話集 第一冊（丁: Eventyr, fortalte for Børn. Første Samling. Første Hefte.）』に『火うち箱』『小クラウスと大クラウス』『イーダちゃんの花』とともに収録され、1835年5月にコペンハーゲンで刊行された。
本作品は刊行直後にはよい評価を得ることができなかった。『デンマーク文学時報』に乗った書評では、文学的な文体を十分に使用しておらず口語的であるという理由で非難された。また、ある雑誌に載った批評では「品がないばかりでなく、高貴な女性はすべてこのように過敏であるという誤った印象を子どもに与えてしまう」と評された。

## 背景・類話
本作品について、アンデルセンは『子どものための童話集 第三冊』（1837年）の序文において「子どもの頃に聞いた物語を元に作った」旨を述べている。また、『童話と物語 第二集』（1863年）の自註において「子どもの頃、糸紡ぎ部屋の中やホップ摘みのときに聞かされたもの」と述べている。実際には『長靴をはいた猫』と同様の内容である、スウェーデンの民話に最も類似している。この民話では、猫（犬のバージョンも存在する）が貧しい少女に、王女だと言って王様の城に名乗り出るよう勧める。疑い深い王妃は本物の王女であれば何か小さなものを置いただけで違和感覚えるはずだと考え少女の布団の下に大豆やエンドウ豆や麦わらを置くが、そのたびに猫が少女にそれを教え、少女は寝苦しかった風を装い周囲を欺き通す。

## あらすじ
あるところに本当のお姫様をお妃にしたいと考えていた王子様がいた。王子様は世界中をまわって本当のお姫様を探したが、何かしらよくないところがあって本当かどうか疑わしいお姫様しか見つからず、王子様は失望した。ある嵐の晩、ひとりのお姫様がお城にやってきた。お姫様は雨でびしょぬれであったが、自分は本当のお姫様だと言った。王妃は試しにベッドの上に一粒のエンドウ豆を置き、その上に敷布団を二十枚敷き、さらにやわらかい羽根布団も二十枚重ねた。お姫様はその上で寝ることになった。
朝になり、城の者が寝心地はいかがでしたかとお姫様に聞くと、お姫様はなにか固いものがベッドの中に入っていたため体中に跡が付いてしまい眠れなかったと答えた。二十枚の敷布団を敷きその上に二十枚のやわらかい羽根布団を重ねてもエンドウ豆が体にこたえるというほど感じやすい人は本当のお姫様に違いないということで、王子様はこのお姫様をお妃に迎え入れた。

## 派生作品
- テレビドラマ - シェリー・デュヴァルがホストの『フェアリーテール・シアター』の1エピソードとしてライザ・ミネリ出演で映像化された。
- オペラ "Die Prinzessin auf der Erbse"（1927年、エルンスト・トッホ作曲）
- ミュージカル "Once Upon a Mattress"（1959年、Jay Thompson, Dean Fuller, Marshall Barer脚本）
- 推理小説 湊かなえ 『豆の上で眠る』（2014年）新潮社
- 子供向けテレビ番組 ミッキーマウス クラブハウス 88話「ピートおうじのおひるね」